# Joel Fry
Joel Fry (Londra, 20 maggio 1983) è un attore e musicista britannico.

## Biografia
Dal 2014 al 2015 ha interpretato Hizdahr zo Loraq nella serie televisiva Il Trono di Spade, mentre nel 2021 è nel cast del film Disney Crudelia, nel ruolo di Gaspare.

## Filmografia parziale

### Cinema
- 10.000 AC (10,000 BC), regia di Roland Emmerich (2008)
- A Distant Mirage, regia di Harbhajan Virdi (2008)
- Tamara Drewe - Tradimenti all'inglese (Tamara Drewe), regia di Stephen Frears (2010)
- Rock and Roll Fuck'n'Lovely, regia di Josh Bagnall (2013)
- Svengali, regia di John Hardwick (2013)
- Paddington 2, regia di Paul King (2017)
- Benjamin, regia di Simon Amstell (2018)
- Yesterday, regia di Danny Boyle (2019)
- Cordelia, regia di Adrian Shergold (2019)
- Denmark, regia di Adrian Shergold (2019)
- Un amore e mille matrimoni (Love Wedding Repeat), regia di Dean Craig (2020)
- In the Earth, regia di Ben Wheatley (2021)
- Crudelia (Cruella), regia di Craig Gillespie (2021)
- Un bambino chiamato Natale (A Boy Called Christmas), regia di Gil Kenan (2021)
- Bank of Dave, regia di Chris Foggin (2023)
- La maledizione della Queen Mary (The Queen Mary), regia di Gary Shore (2023)
- The End We Start From, regia di Mahalia Belo (2023)
- Paddington in Perù, regia di Dougal Wilson (2024)

### Televisione
- Metropolitan Police (The Bill) – serie TV, 5 episodi (2006, 2009)
- Casualty – serie TV, episodio 21x43 (2007)
- The Wrong Door – serie TV, episodi 1x05-1x06 (2008)
- Massive – serie TV, 6 episodi (2008)
- No Signal! – serie TV, 5 episodi (2009)
- The Impressions Show with Culshaw and Stephenson – serie TV, 5 episodi (2009)
- White Van Man – serie TV, 13 episodi (2011-2012)
- Trollied – serie TV, 35 episodi (2011-2013)
- Public Enemies, regia di Dearbhla Walsh – miniserie TV (2012)
- I fantasmi di Bedlam (Bedlam) – serie TV, episodio 2x05 (2012)
- Twenty Twelve – serie TV, 4 episodi (2012)
- Plebs – serie TV, 22 episodi (2013-2016)
- W1A – serie TV, 5 episodi (2014-2015, 2017)
- Il Trono di Spade (Game of Thrones) – serie TV, 8 episodi (2014-2015)
- Delitti in Paradiso (Death in Paradise) – serie TV, episodio 4x02 (2015)
- Drunk History: UK – serie TV, episodi 1x01-3x02-3x04 (2015, 2017)
- You, Me and the Apocalypse, regia di Michael Engler, Saul Metzstein e Tim Kirkby – miniserie TV (2015)
- Ordinary Lies – serie TV, 6 episodi (2016)
- Requiem – serie TV, 6 episodi (2018)
- Our Flag Means Death – serie TV, 10 episodi (2022)
- Inside No. 9 - serie TV, 1 episodio (2024)
- Doctor Who - serie TV, episodio speciale Joy to the World (2024)

## Doppiatori italiani
Nelle versioni in italiano delle opere in cui ha recitato, Joel Fry è stato doppiato da:
- Davide Albano in Requiem, Un bambino chiamato Natale[1], Doctor Who
- Jacopo Venturiero in Yesterday, Un amore e mille matrimoni
- Ruggero Andreozzi ne La maledizione della Queen Mary
- Niseem Onorato ne Il Trono di Spade
- Gabriele Vender in Crudelia